# Adunarea Populară a UTA Găgăuzia
Adunarea Populară a UTA Găgăuzia (în găgăuză Gagauziya Halk Toplușu; în rusă Народное собрание Гагаузии) este autoritatea reprezentativă și legislativă a Unității Teritoriale Autonome cu statut special Găgăuzia (Gagauz-Yeri), parte componentă a Republicii Moldova.

## Atribuții
Adunarea Populară a autonomiei găgăuze are competențe în următoarele domenii:
- adoptarea actelor normative în domenii prestabilite, a căror executare este obligatorie pe teritoriul UTA Găgăuzia;
- soluționarea problemelor organizării teritoriale a Găgăuziei, stabilirii și modificării categoriei localităților, a hotarelor raioanelor, orașelor și satelor, denumirilor lor;
- participarea la promovarea politicii interne și externe a Republicii Moldova în problemele care privesc interesele Găgăuziei;
- stabilirea modului de organizare și de activitate a autorităților administrației publice locale ale Găgăuziei și a asociațiilor de cetățeni, cu excepția partidelor și altor organizații social-politice;
- fixarea, organizarea și efectuarea alegerilor de deputați în Adunarea Populară și aprobarea componenței Comisiei Electorale Centrale pentru efectuarea alegerilor; fixarea alegerilor în autoritățile administrației publice locale din Găgăuzia;
- exercitarea dreptului de inițiativă legislativă în Parlamentul Republicii Moldova etc.

## Componență
Adunarea Populară a Găgăuziei se compune din 35 de deputați aleși pentru un mandat de 4 ani, în circumscripții teritoriale uninominale prin vot universal, egal, direct, secret și liber exprimat. Deputat în Adunarea Populară a Găgăuziei poate fi ales orice cetățean al Republicii Moldova cu drepturi electorale care a împlinit vârsta de 21 de ani și la momentul efectuării alegerilor locuiește pe teritoriul circumscripției electorale pe care o va reprezenta.
Cele 35 circumscripții electorale sunt următoarele:
- 17 circumscripții din raionul Comrat (Comrat - 1, 2, 3, 4; Avdarma - 11; Beșalma - 13; Bugeac - 15; Cioc-Maidan - 17; Dezghingea - 18; Ferapontievca - 21; Chirsova - 26; Congaz - 27, 28; Congazcic - 29; Cotovscoe - 32; Chioselia Rusă - 33 și Svetlîi - 34)
- 12 circusmscripții din raionul Ceadîr-Lunga (Ceadîr-Lunga - 5, 6, 7; Baurci - 12; Beșghioz - 14; Joltai - 19; Gaidar - 22; Cazaclia - 24; Chiriet-Lunga - 25; Copceac - 30, 31, Tomai - 35)
- 6 circumscripții din raionul Vulcănești (Vulcănești - 8, 9, 10; Cișmichioi - 16; Etulia - 20; Carbalia - 23)

## Organizarea alegerilor pentru Adunarea Populară
În cel mult trei luni de la expirarea mandatului Adunării Populare, trebuie organizate noi alegeri de deputați. În conformitate cu Legea locală privind alegerea Adunării Populare, au dreptul de a înainta candidați:
- partidele și alte organizații social-politice, în conformitate cu statutele lor și legislația în domeniu;
- blocurile electorale, înregistrate la Comisia Electorală Centrală;
- cetățenii Republicii Moldova - locuitori ai Găgăuziei, care își înaintează propriile candidaturi (susținuți de un anumit număr de alegători).

Partidele și alte organizații social-politice au dreptul să înainteze doar câte un singur candidat în fiecare circumscripție electorală. Nici o persoană nu poate candida în mai multe circumscripții. În cazul în care nici unul dintre candidați nu a acumulat în primul tur mai mult de 50% din numărul de voturi valabil exprimate de alegătorii ce au participat la scrutin, se organizează în termen de 2 săptămâni un al doilea tur de scrutin între cei doi candidați ce au acumulat cel mai mare număr de voturi. Dintre aceștia, este ales candidatul care a acumulat cel mai mare număr de voturi.
În cazul în care alegerile au fost declarate nule sau nevalabile, are loc repetarea alegerilor în termen de 2 săptămâni, fiind ales candidatul ce a acumulat mai mult de 50% din voturile alegătorilor ce au participat la scrutin.

## Statutul Adunării Populare a UTA Gagauz-Yeri
Adunarea Populară a UTA Gagauz-Yeri este autoritatea reprezentativă și legislativă a autonomiei, de competența căreia ține:
adoptarea actelor normative în domenii prestabilite, a căror executare este obligatorie pe teritoriul UTA Găgăuzia; 
soluționarea problemelor organizării teritoriale a Găgăuziei, stabilirii și modificării categoriei localităților, a hotarelor raioanelor, orașelor și satelor, denumirilor lor; 
participarea la promovarea politicii interne și externe a Republicii Moldova în problemele care privesc interesele Găgăuziei; 
stabilirea modului de organizare și de activitate a autorităților administrației publice locale ale Găgăuziei și a asociațiilor de cetățeni, cu excepția partidelor și altor organizații social-politice; 
fixarea, organizarea și efectuarea alegerilor de deputați în Adunarea Populară și aprobarea componenței Comisiei Electorale Centrale pentru efectuarea alegerilor; fixarea alegerilor în autoritățile administrației publice locale din Găgăuzia; 
exercitarea dreptului de inițiativă legislativă în Parlamentul Republicii Moldova etc. 

## Alegerile din 28 mai - 11 iunie 1995
La alegerile din 28 mai 1995 pentru Adunarea Populară a autonomiei găgăuze, s-au înscris 106 candidați, reprezentând:
- 2 partide naționale — Partidul Comuniștilor din Republica Moldova (15 candidați), Partidul Democrat Agrar din Moldova (13 candidați);
- 2 partide regionale — Partidul Popular “Vatan” (16 candidați), Partidul Popular Găgăuz (4 candidați);
- colectivele de muncă (43 candidați);
- candidații independenți (15 persoane).

După primul tur de scrutin din 28 mai 1995, au fost aleși 28 deputați din totatul de 35. După cel de-al doilea tur de scrutin desfășurat la 11 iunie 1995, au fost aleși alți 6 candidați. Alegerile din circumscripția nr.27 Dezghingea au fost invalidate.
Ca urmare a acestor alegeri, reprezentarea în Adunarea Populară a fost următoarea:
- colectivele de muncă — 11 mandate (32,4%);
- Partidul Comuniștilor din Republica Moldova — 8 mandate (23,5%);
- Partidul Popular “Vatan” — 5 mandate (14,7%);
- candidații independenți — 5 mandate (14,7%);
- Partidul Democrat Agrar din Moldova — 4 mandate (11,8%);
- Partidul Popular Găgăuz — 1 mandat (3,8%).

În octombrie 1995, a fost ales ca președinte al Adunării Populare a UTA Gagauz-Yeri, deputatul Piotr Pașalî.

## Alegerile din 22 august - 5 septembrie 1999
La alegerile pentru Adunarea Populară desfășurate la data de 22 august 1999 au concurat 201 candidați. În primul tur de scrutin au fost aleși doar 10 deputați. În urma desfășurării turului doi de scrutin la 5 septembrie 1999, au fost aleși alți 24 de deputați. Ca președinte al Adunării Populare a fost ales deputatul Mihail Kendighelean.
În luna ianuarie 2002, s-a produs o sciziune în Adunarea Populară a Găgăuziei. Majoritatea deputaților, în frunte cu Ivan Kristioglo, nu a putut adopta hotărâri, deoarece acestea nu erau aprobate de conducerea Adunării Populare, iar minoritatea, în frunte cu președintele legislativului Mihail Kendighelean, nu putea activa în lipsă de cvorum. În consecință, activitatea legislativă și executivă în autonomie a fost blocată pentru o perioadă de cinci luni.
La data de 23 mai 2002, deputații din Adunarea Populară (AP) a Găgăuziei au votat pentru demiterea lui Mihail Kendighelean din funcția de președinte al organului legislativ al autonomiei, care deținea această funcție din anul 1999. Pentru demiterea lui Kendighelean au votat 24 de deputați, iar împotriva acestei decizii - opt deputați. Potrivit Regulamentului Găgăuziei și Regulamentului Adunării Populare, pentru adoptarea unei astfel de hotărâri sunt necesare 23 de voturi.
Ivan Kristioglo a fost ales la data de 23 mai 2002 în funcția de președinte al Adunării Populare din UTA Gagauz-Yeri, înlocuindu-l pe Mihail Kendighelean. Pentru alegerea lui Ivan Kristioglo în funcția de președinte al Adunării Populare au votat tot 24 de deputați. Această înlocuire s-a produs ca urmare a modificării majorității parlamentare din Adunarea Populară.

## Alegerile din 16 noiembrie  - 1 decembrie 2003
La alegerile din 16 noiembrie 2003 au concurat 185 de candidați care au reprezentat:
- candidații independenți - 68
- Partidul Comuniștilor din Republica Moldova - 28
- Mișcarea social-politică Ravnopravie - 21
- Alianța "Moldova Noastră" - 20
- Partidul Socialiștilor din Republica Moldova - 14
- Partidul Democrat din Moldova - 13
- Partidul Socialist din Moldova - 7
- Uniunea Centristă din Moldova - 7
- Partidul Republican din Moldova - 6
- Partidul Democrat Agrar din Moldova - 1

În urma primului tur de scrutin au fost aleși 14 deputați: opt din partea Partidului Comuniștilor și șase — independenți. Ceilalți 21 deputați au fst aleși la cel de-al doilea tur de scrutin desfășurat la 1 decembrie 2003.
Ca urmare a acestor alegeri, reprezentarea în Adunarea Populară a fost următoarea:
- candidații independenți — 17;
- Partidul Comuniștilor din Republica Moldova — 16;
- Partidul Socialiștilor din Republica Moldova — 1;
- Mișcarea social-politică Ravnopravie — 1.

La data de 20 decembrie 2003, deputatul comunist Stepan Esir a fost ales în funcția de președinte al Adunării Populare a UTA Gagauz-Yeri, a cărui candidatură a fost propusă de fracțiunea majoritară a Blocului comuniștilor și independenților “Pentru o Găgăuzie prosperă în componența Moldovei înnoite”, pentru el votând 33 deputați, iar două buletine au fost declarate invalide .

## Alegerile din 16-30 martie 2008
La alegerile din 16 martie 2008 au concurat 161 de candidați care au reprezentat:
- candidații independenți - 81
- Partidul Comuniștilor din Republica Moldova - 26
- Mișcarea social-politică Ravnopravie - 11
- Partidul Social Democrat din Moldova - 11
- Partidul Democrat din Moldova - 10
- Partidul Agrar din Moldova - 6
- Alianța "Moldova Noastră" - 5
- Mișcarea social-politică "Acțiunea Europeană" - 5
- Partidul Popular Republican - 3
- Partidul Socialist din Moldova - 2
- Partidul Umanist din Moldova - 1

În urma primului tur de scrutin au fost aleși 18 deputați: 12 candidați independenți, trei din partea Partidului Comuniștilor, 2 din partea Partidului Democrat și unul din partea Mișcării social-politice Ravnopravie. Ceilalți 17 deputați au fost aleși la cel de-al doilea tur de scrutin desfășurat la 30 martie 2008.
Ca urmare a acestor alegeri, reprezentarea în Adunarea Populară a fost următoarea:
- candidații independenți — 21;
- Partidul Comuniștilor din Republica Moldova — 10;
- Partidul Democrat din Moldova — 2;
- Mișcarea social-politică Ravnopravie — 2.

Înainte de alegeri, au fost încheiate coaliții preelectorale. Astfel, PCRM a format o coaliție cu o serie de candidați independenți — “Blocul pentru o Găgăuzie Înfloritoare într-o Moldovă Reînnoită” (BGÎMR), care a fost compusă din 34 de persoane. De asemenea, 21 de candidați s-au declarat susținători ai Mișcării “Găgăuzia Unită” (MGU), printre ei fiind candidații Mișcării “Ravnopravie” și cei ai Partidului Popular Republican (PPR). Un alt grup de candidați independenți s-au afiliat primarului de Comrat, Nicolai Dudoglo, dintre aceștia au fost aleși șase deputați . 
După patru alegeri ratate pentru postul de președinte al legislativului găgăuz , ca urmare a regrupării deputaților, la data de 31 iulie 2008, toți cei 30 deputați din Adunarea Populară care au fost prezenți la ședință au ales-o pe deputata Ana Harlamenco în funcția de președinte al Adunării Populare a Găgăuziei, una din cele doua funcții de vicepreședinte revenind liderului comuniștilor din autonomie, Demian Caraseni, iar cea de-a doua deputatei Elena Covalenco, din partea mișcării "Ravnopravie" .

## Alegerile din 9-23 septembrie 2012
Ca urmare a acestor alegeri, reprezentarea în Adunarea Populară a fost următoarea:
- candidații independenți — 28
- Partidul Comuniștilor din Republica Moldova — 10;
- Partidul Socialiștilor din Republica Moldova — 1;
- Partidul Liberal Democrat din Moldova — 1;

Prezența la vot în primul tur a fost de 50,65%, pe cînd în al doilea tur a fost de 50,96%.

## Alegerile din 20 noiembrie și 4 decembrie 2016
Ca urmare a acestor alegeri, reprezentarea în Adunarea Populară a fost următoarea:
- canditați independenți — 28;
- Partidul Socialiștilor din Republica Moldova — 5;
- Partidul Democrat din Moldova — 1;

Rata de participare în primul tur a fost de 42.8%, iar în cel de-al doilea — 42.2%.

## Alegerile din 19 septembrie și 3 octombrie 2021
La alegerile din 19 septembrie și 3 octombrie 2021 au concurat 123 de candidați care au reprezentat:
- candidații independenți - 100
- Partidul Socialiștilor din Republica Moldova - 21
- Partidul "Acasă Construim Europa" - 2

Ca urmare a acestor alegeri, reprezentarea în Adunarea Populară a fost următoarea:
- canditați independenți — 25;
- Partidul Socialiștilor din Republica Moldova — 9;
- Partidul "Acasă Construim Europa" — 1;

## Lista președinților Adunării Populare a UTA Gagauz-Yeri
Președinții Adunării Populare a UTA Gagauz Yeri au fost următorii:
| Nume                 | De la             | Până la           |
| -------------------- | ----------------- | ----------------- |
| Petru Pașalî         | octombrie 1995    | 1999              |
| Mihail Kendighelean  | 1999              | 23 mai 2002       |
| Ivan Kristioglo      | 23 mai 2002       | 20 decembrie 2003 |
| Stepan Esir          | 20 decembrie 2003 | 16 martie 2008    |
| Ana Harlamenco       | 31 iulie 2008     | octombrie 2012    |
| Dmitrii Constantinov | 5 noiembrie 2012  | 20 ianuarie 2017  |
| Alexandr Tarnavski   | 20 ianuarie 2017  | 3 martie 2017     |
| Vladimir Cîssa       | 3 martie 2017     | 4 februarie 2022  |
| Dmitri Konstantinov  | 4 februarie 2022  | prezent           |